# Leon Nahon
Leon William Joseph Nahon (Firenze, 5 marzo 1938) è un ex pallanuotista sudafricano.
Ha fatto parte del Sudafrica che ha disputato il torneo di pallanuoto ai Giochi di Roma 1960.